# Donjons et Dragons : L'Honneur des voleurs
Pour les articles homonymes, voir Donjons et Dragons (homonymie).
Pour plus de détails, voir Fiche technique et Distribution.
Donjons et Dragons : L'Honneur des voleurs (Dungeons & Dragons: Honor Among Thieves) est un film américano-canado-britannico-islando-australien réalisé par Jonathan Goldstein et John Francis Daley, sorti en 2023.
Il s'agit d'une adaptation du jeu de rôle sur table du même nom, créé par Gary Gygax et Dave Arneson, et d'un reboot de la franchise cinématographique inspirée du jeu, après des films sans succès et à l'accueil plus que mitigé ; l'action elle-même se déroulant au nord-ouest de Féérune, au sein des Royaumes oubliés, un univers fictif créé en 1975 par Ed Greenwood pour ledit jeu.

## Synopsis
Edgin Darvis décide de faire don de sa personne en rejoignant la guilde des Ménestrels. Ses affaires finissent par se retourner contre lui et sa famille. En effet, alors qu'il a participé à l'arrestation de plusieurs représentants des Sorciers rouges de Thay, certains d'entre-eux débarquent chez lui et assassinent son épouse. Dégouté que ses activités aient coûté la vie de sa femme, le barde décide de rompre son serment de ménestrel.
Menant une vie de débauché, et incapable de veiller sur sa toute jeune fille Kira, il fait la rencontre d'Holga, chassée de sa tribu pour s'être mariée par amour. Ensemble ils commettent des méfaits et des vols afin d'assurer leur subsistance. Ils décident de participer à un dernier grand coup, organisé par le voleur Forge et la sorcière Sofina qui l'accompagne : secrètement, Edgin espère voler l'amulette de renaissance pour ramener sa femme à la vie. Mais le casse tourne mal ; Holga et Edgin sont faits prisonniers et emmenés à la Fin de Revel, une prison située au nord-ouest de la confédération de Dix-Cités, aux confins de l'inhospitalier et glacé Val de Bise.
Deux ans plus tard, les deux amis arrivent à s'évader de la prison, franchissent l'Épine Dorsale du Monde et finissent par retrouver Forge devenu haut seigneur de Padhiver. La supercherie de celui-ci et de Sofina démasquée, Holga et Edgin s'échappent du château, mais sans Kira, manipulée par Forge. Les deux comparses décident de mettre en branle une équipe, afin de faire tomber Forge et sa sorcière, et renouer avec Kira. Au cours de leurs pérégrinations, notamment en Outreterre, viennent leur prêter main-forte la druidesse Doric, l'ensorceleur Simon et Xenk, le paladin.
Sous la forme d'une mouche, Doric s'infiltre dans le château de Forge, découvrant que le coffre-fort possède des défenses magiques, que Simon ne peut pas désactiver, ce dernier pense que « Le Heaume de Disjonction » pourrait les désactiver. Ils se rendent dans un vieux cimetière pour demander aux ancêtres de Holga où le trouver. Simon ressuscite les morts via un talisman pour qu'ils puissent chacun répondre à cinq questions, ils révèlent qu'ils ont donné le casque à Xenk Yandar, un paladin qui a fui son pays, Thay, lorsque Szass Tam a transformé les Thayens en une armée de morts-vivants. Faute de questions, un cadavre reste "vivant".
Après avoir forcé Edgin à jurer de distribuer toute prime gagnée au peuple, Xenk guide le groupe à travers l'Outreterre pour récupérer le casque. Avec l'aide d'un bâton de téléportation obtenu auprès de l'ex-mari halfelin de Holga, ils trouvent la relique mais sont attaqués par des assassins envoyés par Sofina. Xenk combat les assassins et aide le groupe à échapper au dragon rouge obèse Themberchaud avant de partir.
Simon a du mal à maîtriser le pouvoir du Heaume, alors ils décident d'utiliser le bâton pour entrer dans le coffre-fort pendant les jeux. A Padhiver, Simon et Holga infiltrent la porte magiquement scellée mais trouvent la zone vide à l'exception d'un piège magique. Alors qu'il pense avoir trouvé Kira, Edgin se fait piéger par Sofina qui avait pris l'apparence de sa fille. Le groupe est capturé et contraint de participer aux jeux, mais parvient à s'échapper du stade. Doric découvre que Forge a chargé le trésor sur un bateau et se prépare à fuir. Le groupe vole le bateau avec les richesses et sauve Kira de Forge, qui a menacé la vie de Kira. Alors qu'ils s'échappent, le groupe se rend compte que Sofina a organisé les jeux pour attirer une foule massive et les transformer en morts-vivants en utilisant la même malédiction mentionnée dans le cimetière. Le groupe revient, dispersant l'or volé de Forge avec le bâton de téléportation à travers la ville en montgolfière (respectant par la même occasion la promesse faite à Xenk), attirant les gens hors du stade avant que le sort de Sofina ne prenne effet.
Enragée par sa défaite, Sofina attaque le groupe, mais Simon parvient à maîtriser sa magie et à annuler le sort d'arrêt du temps de Sofina à son insu, permettant à Kira d'utiliser un pendentif d'invisibilité qu'Edgin et Holga lui ont donné lorsqu'elle était enfant pour placer un bracelet anti-magie sur Sofina, qui se fait attaquer par Doric sous forme d'ours-hibou, puis vaincre par des chutes de débris. Holga est mortellement blessée, Edgin utilise la tablette pour la ramener à la vie. Le seigneur de Padhiver déclare le groupe héros du royaume. Xenk envoie Forge à Fin de Revel, où il échoue à s'échapper comme l'ont fait Edgin et Holga lorsque sa grâce lui est refusée.

## Fiche technique
Sauf indication contraire, les informations mentionnées dans cette section peuvent être confirmées par la base de données cinématographiques IMDb,  présente dans la section « Liens externes ».
- Titre original : Dungeons & Dragons: Honor Among Thieves
- Titre français : Donjons et Dragons : L'Honneur des voleurs
- Réalisation : Jonathan Goldstein et John Francis Daley
- Scénario : Jonathan Goldstein et John Francis Daley, d'après le jeu de rôle Donjons et Dragons créé par Gary Gygax et Dave Arneson
- Musique : Lorne Balfe
- Direction artistique : Robert Cowper
- Décors : Ray Chan
- Costumes : Amanda Monk
- Photographie : Barry Peterson (en)
- Montage : Dan Lebental
- Production : Stephen Davis, Brian Goldner (en), Jeremy Latcham, Roy Lee, Courtney Solomon et Allan Zeman
- Production déléguée : Denis L. Stewart
- Sociétés de production : Entertainment One et Sweetpea Entertainment ; Australian Film Finance Corporation, British Film Commission, Film in Iceland et Hasbro Studios (coproductions)
- Sociétés de distribution : Paramount Pictures (États-Unis, Canada), Entertainment One (Royaume-Uni)
- Budget : 150 000 000 $
- Pays de production :  États-Unis /  Canada /  Royaume-Uni /  Islande /  Australie
- Langue originale : anglais
- Format : couleur
- Genre : Heroic fantasy, comédie, action et aventure
- Durée : 136 minutes
- Dates de sortie[1] : 
  - États-Unis : 10 mars 2023 (South by Southwest) ; 31 mars 2023 (sortie nationale)
  - Belgique : 29 mars 2023
  - Australie : 30 mars 2023
  - Canada, Islande, Québec[2] : 31 mars 2023
  - France : 12 avril 2023

## Distribution
- Chris Pine (VF : Emmanuel Garijo ; VQ : Jean-François Beaupré) : Edgin Darvis, le barde
- Michelle Rodriguez (VF : Laëtitia Lefebvre ; VQ : Camille Cyr-Desmarais) : Holga Kilgore, la barbare
- Justice Smith (VF : Julien Crampon ; VQ : Louis-Philippe Berthiaume) : Simon Aumar, le sorcier demi-elfe
- Regé-Jean Page (VF : Eilias Changuel ; VQ : Alexandre Fortin) : Xenk Yendar, le paladin
- Hugh Grant (VF : Thibault de Montalembert ; VQ : Daniel Picard) : Forge Fitzwilliam, voleur et seigneur
- Sophia Lillis (VF : Clara Quilichini ; VQ : Marguerite D'Amour) : Doric, la druidesse tieffelin
- Chloe Coleman (en) (VF : Laurie Sanial ; VQ : Estelle Fournier) : Kira Darvis
- Jason Wong : Dralas
- Daisy Head (VF : Camille Donda ; VQ : Geneviève Bastien) : Sofina, une sorcière rouge de Thay
- David Durham (VF : Jean-Paul Pitolin) : l'Ensorceleur du Plan Éthéré
- Nicholas Blane (VF : Jean-Luc Atlan) : le Chancelier Anderton
- Bryan Larkin (VF : Max Geller) : le Chancelier Norixius
- Spencer Wilding (VF : Doudou Masta) : Gorg
- Philip Brodie (VF : Frédéric Molas)[3] : Stanhard Grimwulf
- Richie Wilson (VF : Sébastien Rassiat)[3] : Toke Horgath
- Michael Redmond (VF : Sébastien Ferez)[3] : Sven Salafin
- Bradley Cooper (VF : Alexis Victor ; VQ : Philippe Martin) : Marlamin, l'ex-mari petit-gens d'Holga (caméo)
- Richard Croxford : Dagult Neverember, précédent seigneur de Padhiver

- Version française[réf. nécessaire]
  - Studio de doublage : Titrafilm
  - Direction artistique : Virginie Méry
  - Adaptation : Franck Hervé

Version québécoise[4]
  - Studio de doublage : Cinélume

## Production

### Genèse et développement
En mai 2013, Warner Bros. et la société de Courtney Solomon, Sweetpea Entertainment, annoncent un reboot de la série de films adaptée du jeu de rôle sur table Donjons et Dragons créé par Gary Gygax et Dave Arneson. David Leslie Johnson-McGoldrick est alors annoncé comme scénariste. Cependant, quelques jours plus tard, Hasbro lance des démarches juridiques arguant que leur société développe également un projet en compagnie d'Universal Pictures, avec Chris Morgan comme réalisateur et scénariste,,,,. En août 2015, un juge américain parvient à ce qu'un accord soit trouvé. Warner s'associe finalement à Hasbro. En mars 2016, Rob Letterman est annoncé comme réalisateur, toujours avec le script de David Leslie Johnson-McGoldrick.
En décembre 2017, le projet atterrit finalement chez Paramount Pictures et une sortie pour 2021 est annoncée.
Grand fan du jeu, Joe Manganiello poussera pour relancer et participer au projet. En février 2018, Paramount contacte Chris McKay et Michael Grillio pour les postes respectifs de réalisateur et scénariste.
En mars 2019, il est annoncé que Michael Gillio a procédé à des réécritures du script de David Leslie Johnson-McGoldrick. Le studio, séduit par cette nouvelle version, relance davantage le projet et les castings commencent réellement. En juillet 2019, Jonathan Goldstein et John Francis Daley sont évoqués comme réalisateurs. En janvier 2020, le duo annonce avoir écrit une nouvelle version du script.

### Attribution des rôles
En juin 2016, alors que Rob Letterman devait réaliser le film, Ansel Elgort est annoncé dans un rôle principal. En décembre 2020, Chris Pine décroche un rôle majeur. Michelle Rodriguez, Regé-Jean Page et Justice Smith rejoignent le film en février 2021,.
En mars 2021, Hugh Grant et Sophia Lillis sont annoncés. En mai 2021, c'est au tour de Jason Wong (en) et Daisy Head (en),.

### Tournage
Le tournage débute en équipe réduite en avril 2021, en Islande. Les prises de vues principales ont ensuite lieu en mai à Belfast,. Bonneville Salt Flats dans l'Utah sert également de décor. Les prises de vues se terminent officiellement le 20 août 2021.

### Musique
Le 19 mars 2023, il est annoncé que la chanteuse Mylène Farmer participe à la bande originale du film en interprétant la chanson du générique de fin dans la version française du film (dans 15 pays), L'Emprise.

### Doublage
Amateurs de jeux de rôles, les vidéastes Sébastien Rassiat et Frédéric Molas ainsi que le streamer Alphacast doublent tous les trois des personnages secondaires dans la version française du film, prêtant respectivement leur voix à Stanhard, Toke et Sven.

## Accueil

### Sortie
Le film est sorti dans les salles, aux États-Unis, le 31 mars 2023. Il est initialement prévu que le film sorte le 23 juillet 2021, mais il est repoussé au 19 novembre pour éviter la concurrence de Mission impossible : Dead Reckoning, avant d'être une nouvelle fois repoussée au 27 mai 2022 en raison de la pandémie de Covid-19. En avril 2021, il est une nouvelle fois repoussé, au 3 mars 2023, pour éviter la concurrence avec Top Gun: Maverick. En novembre 2022, il est finalement repoussé de quatre semaines au 31 mars 2023 pour éviter plusieurs concurrences dont Creed 3, Scream 6, 65 : La Terre d'Avant, John Wick : Chapitre 4 ou encore Shazam! La rage des Dieux.

### Accueil critique

#### International
Dans le monde anglo-saxon, Donjons et Dragons : L'Honneur des voleurs reçoit de la part de l’agrégateur Rotten Tomatoes la note de 91 % pour un total de 286 critiques. Le site Metacritic donne quant à lui la note de 72⁄100 pour un total de 57 critiques.

#### France
En France, le site Allociné donne la note de 3,3⁄5, après avoir recensé 24 critiques de presse.
Pour Erwan Lafleuriel (IGN France), le nouveau film de « D&D est exactement ce qu'on avait compris qu'il serait avec les trailers. Drôle et sans prétention, il remplit son cahier des charges avec talent, ce qui le rend très sympathique et charmant. ». Il met entre-autres en avant le fait que l'histoire n'est pas une « Origin Story », c'est-à-dire que certains des personnages se connaissent déjà ce qui évite de rallonger le film avec des explications superflues. Les rôles sont aussi bien construits, à l'exception de celui de la druidesse qui est jugé moins développé.
Pour Emmanuel Le Gagne (Culturopoing), il s'agit d'un film « élégant, mis en scène avec sobriété, qui ne cherche jamais à être autre chose que ce qu’il est, nous régale aussi d’un bestiaire fascinant, mélange d’animatroniques et d’effets numériques, hommage à peine voilé aux créatures de Jim Henson. (…) Et comme il se greffe une pincée discrète d’humour absurde dans la tradition des Monty Python, pourquoi bouder son plaisir à suivre ces aventures loufoques et pleines de charme ? »
Plutôt conquis, Mathieu Jaborska (Écran Large) souligne que le film a réussi à échapper « au plus gros piège de cette adaptation : la tentation du fan-service » : le film a juste repris l'univers avec « inventivité ». Il résume sa critique ainsi : « En piochant dans la mythologie Donjon & Dragons comme dans un gigantesque coffre à jouets, Goldstein, Daley et Gilio réalisent un hommage sincère à la générosité du jeu de rôle, ainsi qu'un divertissement aussi bancal qu'efficace. »
Pour Xavier Leherpeur (L'Obs), pas totalement convaincu, cette nouvelle version casse les codes avec une « inversion des codes virils pour une intrigue classique où une bande de voleurs menée par un beau gosse pleutre (Chris Pine) et une fine bretteuse tentent de retrouver une relique perdue ». Le critique estime que le scénario n'est pas toujours très bien ficelé et que les effets spéciaux « ont été confiés à une classe de maternelle. Mais, au second degré, cette épopée loufoque remplit sa mission. »
Christophe Caron (La Voix du Nord) s'exclame en parlant du film : « surprise ! Voilà un divertissement drôle et rythmé qui s’adresse à un très large public de non-connaisseurs tout en donnant des gages aux exégètes méfiants ». Comme beaucoup d'autres critiques, Christophe Caron pointe la qualité des effets numériques. Il conclut : « L’irruption des traits d’esprit, des gags burlesques et des parenthèses absurdes donne une vraie personnalité à ce spectacle ludique. »
Pour Stéphanie Belpêche (Le Journal du dimanche), même si le long-métrage a des défauts, force est de constater qu'après des précédentes adaptations plus ou moins aléatoire Donjons et Dragons « reprend des couleurs à travers ce reboot, qui dépoussière les codes de la mythologie avec une bonne dose d’humour délicieusement irrévérencieux, tout en conservant son souffle épique. Le récit, malin, renoue avec l’Heroic fantasy chère à Tolkien (Le Seigneur des anneaux) en convoquant un univers à l’imagerie médiévale où la magie côtoie le merveilleux. Avec un casting au top ! »
Yannick Vely (Paris Match) parle d'un film qui « est un agréable divertissement, servi par des acteurs qui semblent s'amuser comme des petits fous, mais il respecte les codes du jeu de rôle : la coopération entre différents personnages aux talents divers, l'élaboration de plans à respecter pour tuer un boss de fin de niveau et la force du récit. »
Plus négatif, Arthur Nicolle (Le Journal du Geek), s'interroge quant à cette nouvelle adaptation. Il résume ainsi sa pensée : « Il y a des donjons, il y a des dragons et puis même de l’action. Mais à vouloir adapter un univers aussi vaste, le long-métrage se noie dans des intentions jamais abouties. Fidèle à l’image que le jeu de rôle a eu durant de longues années : ce film est ringard. Pourtant, l’univers magique et fantastique de Donjons & Dragons réserve plein de belles choses que cette adaptation n’arrive pas à mettre en lumière. »

### Box-office
| Pays ou région        | Box-office        | Date d'arrêt du box-office | Nombre de semaines |
| --------------------- | ----------------- | -------------------------- | ------------------ |
| France                | 1 184 020 entrées | 12 mai 2023                | 7                  |
| États-Unis Canada     | 93 253 529 $      | en cours                   | en cours           |
| Italie                | 375 232 entrées   | en cours                   | en cours           |
| Chine                 | 2 031 944 entrées | en cours                   | en cours           |
| Allemagne             | 683 206 entrées   | en cours                   | en cours           |
| Total hors États-Unis | +114 900 000, USD | n/a                        | n/a                |
| Total mondial         | +208 153 529, USD | n/a                        | n/a                |

#### France
Pour son premier jour d'exploitation en France, Donjons et Dragons : L'Honneur des voleurs a réalisé 80 189 entrées, dont 33 000 en avant-premières, pour un total de 2 151 entrées proposées. En comptant pour ce premier jour les avant-premières, le film se positionne en première place du box-office des nouveautés pour sa journée de démarrage, devant 10 jours encore sans maman (50 836).
Au bout d’une première semaine d’exploitation dans les salles françaises, le long-métrage totalise 420 168 entrées, pour une troisième place au box-office, derrière Les Trois Mousquetaires : D'Artagnan (731 484) et devant 10 jours encore sans maman (256 753).
Le box office final en France est de 1 188 151 entrées, selon les chiffres disponibles en date du 14 juin 2023.

## Clins d'oeil
Lorsqu'il est dans le stade, le groupe se retrouve face-à-face avec les héros de la série animée Le sourire du dragon.